# 周确
周确（?—?），字士潜，汝南郡安成县（今河南省平舆县南）人，南朝陈政治人物。周弘直的儿子。
周确博览经史，笃好玄言。初为南梁太学博士、司徒祭酒。到陈朝，担任尚书殿中郎、东宫通事舍人。陈后主至德元年，升任为太子左卫率、中书舍人。出任扬州南平王府长史、行扬州事。为政平允，时称良吏。官至都官尚书，禎明年間去世，时年五十九。诏赠散骑常侍、太常卿。